# 考文垂教區
聖公會考文垂教區（英語：Diocese of Coventry）是英格蘭教會坎特伯雷教省下面的一個教區。成立於1918年9月6日。
轄區包括傳統上沃里克郡的東南部，座堂是考文垂座堂，現任主教為基多福·科克斯沃思。下分一個副主教區、兩個會吏長區及十一個會吏區，管理199個堂區。